# Стерьос Левендис
Стерьос Левендис (на гръцки: Στέργιος Λεβέντης) е гръцки юрист и политик, комунист, кмет на Валовища.

## Биография
Стерьос Левендис е роден в 1908 година в околностите на Валовища (Демирхисар), тогава в Османската империя, днес Сидирокастро, Гърция. През 1928 година става член на Комунистическата партия на Гърция във Валовища. Участва в големите работнически протести през май 1936 година. По време на българската окупация през Втората световна война заедно със Стаматис Хиотис започва да печата и да разпространява бюлетина „Елевтерос Лаос“ (Свободен народ). По-късно организира партизански отряд, базирана в Шарлия (Лайлас), който достига до 100 души. След изтеглянето на българските войски през септември 1944 година става кмет на Валовища и остава на поста до края на февруари 1945 г. На 28 май 1945 г. е арестуван и затворен в серския затвор. Освободен е към края на същата година. През февруари 1947 година се мести в Солун и през пролетта на 1948 година е отново арестуван от сигурност и жестоко измъчван. През юни същата година е преместен на Ай Стратис, а в 1951 година - на Макронисос. Многократно е кандидат за депутат от Единната демократична левица. По време на диктатурата е арестуван два пъти, изселен и затворен в Еди куле.